# Famaillá (kommunhuvudort i Argentina)
Famaillá är en kommunhuvudort i Argentina.   Den ligger i provinsen Tucumán, i den norra delen av landet, 1 100 km nordväst om huvudstaden Buenos Aires. Famaillá ligger 368 meter över havet och antalet invånare är 30 951.
Terrängen runt Famaillá är platt. Famaillá är det största samhället i trakten.
Trakten runt Famaillá består till största delen av jordbruksmark. Runt Famaillá är det ganska glesbefolkat, med 28 invånare per kvadratkilometer.